# Porky's Hare Hunt

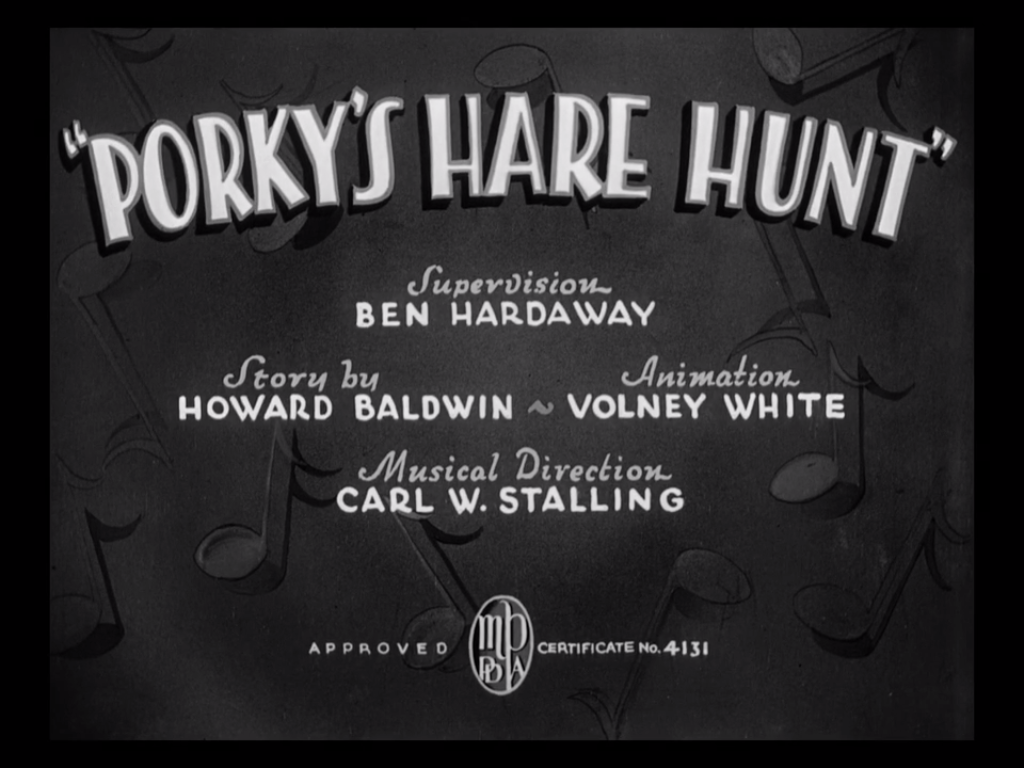

Porky's Hare Hunt é um curtametragem de animação de 1938, dirigido por Ben "Bugs" Hardaway e Cal Dalton, que não foi creditado, que protagoniza Porky Pig como um caçador cuja presa é um coelho chamado Happy. A personalidade hiperativa e a voz risonha do coelho, fornecidas por Mel Blanc, antecederam o lançamento de 1940 da Walter Lantz / Universal Pictures, Knock Knock, que estrelou Andy Panda e apresentou ao público dos desenhos animados Pica-Pau, criado para o estúdio Lantz por Hardaway após sua partida de Leon Schlesinger / Estúdio da Warner Bros.
Este desenho animado marcou a primeira aparição do coelho que evoluiria para o Pernalonga, que é quase irreconhecível comparado à sua forma posterior mais familiar. A primeira aparição oficial de Pernalonga viria dois anos depois em A Wild Hare. Além disso, isso marca a única vez em que o protótipo foi visto mastigando uma cenoura. 
Este desenho animado também apresenta o coelho repetindo pela primeira vez uma conhecida linha de Groucho Marx que se tornaria parte do léxico do Pernalonga. O texto exato, nesta primeira aparição, é "'Claro que você entende que isso significa guerra!" A renderização dos proto-Bugs neste desenho animado é uma impressão direta de Groucho, incluindo a retirada do "r" da "guerra". Ben Hardaway dá voz a erros nesta linha.

## Enredo
O curta começa com vários coelhos, que comem cenouras e arruínam as colheitas. Mais tarde, dois coelhos pularam em direção às plantações até que um tiro soou, forçando os coelhos a olharem para a câmera. Mas os coelhos não estão prestando atenção no que está acontecendo. Depois que outro coelho pulou ao longo da vista, outro coelho os adverte a evacuar dizendo "Jiggers, companheiros!" . Todos correram o mais rápido que puderam quando os coelhos deixaram a cena. Logo, Porky e seu cachorro Zero foram mais tarde esgueirando-se pela cena em que o cachorro disse a Porky para acalmá-lo, mas o coelho está logo atrás de Porky. Porky conhece esse coelho e tenta enganá-lo na floresta. O coelho bate no ombro de Porky, enquanto Porky se vira. Porky então vira para a direita e encontra o coelho, e ele não tem nenhum brainstorming para protegê-lo quando o coelho começou a apontar a cabeça. Ele imediatamente se vira para a esquerda enquanto tenta atirar no coelho com seu rifle, forçando muitas balas a perder o controle, disparando em todo o conjunto de colheitas, mas imediatamente perde o coelho. A trama principal é que Porky entrou em uma luta longa e longa e logo a lebre acha que venceu a batalha. Zero mais tarde voltou com o coelho rindo de emoção. Porky diz a Zero para pegar aquele coelho. A perseguição então começa, mas acabou deixando Zero perto de um tronco de árvore. Ele olhou para dentro e olhou ao redor. Não há madeira na base do caule. O coelho sorrateiro mais tarde voltou para fora do caule de uma maneira sorrateira e o coelho puxa brinquedos de coelho de corda de dentro do caule. Ele termina, e o brinquedo mecânico começa a pular. O cão começa a cheirar, mas acaba com o brinquedo mecânico para chutar o nariz do cachorro. Zero mais tarde atacou o brinquedo, forçando danos ao brinquedo. Todas as engrenagens foram mostradas, incluindo a mola, que se conecta à cabeça do coelho. Mais tarde, Porky volta encontrando o coelho com seu rifle, que age como um cachorro. O coelho foi visto mais tarde dentro de uma árvore, enquanto os dois buracos do rifle estavam mirando engraçado no coelho. O coelho então conseguiu um plano colocando uma xícara de pimenta em toda a arma. A arma espirra, forçando a árvore a sair do local. O coelho, no entanto, sobreviveu em um flash, se escondendo. O coelho mostra a Porky uma garrafa de Hare Remover (que não deve ser confundida com o curta Hare Remover de 1946) de uma empresa chamada Whizz. Ele tira a tampa e começa a beber a garrafa inteira, forçando o coelho a ficar invisível. Porky, no entanto, tenta olhar em volta enquanto o coelho segura a garrafa. O coelho quebrou a garrafa batendo em Porky, atordoando-o, com a arma voando para fora da tela. O coelho então faz um truque de mágica, visível o suficiente com uma cartola suja. Porky encontra o coelho e tenta atirar no coelho, com balas voando faltando o coelho. Depois de desperdiçar dezenas e dezenas de balas, Porky ficou sem balas ou munição de seu rifle e começou a se acalmar. O coelho se sente cansado depois por um momento. Ele então puxa a capa de um toureiro e faz a pose para zerar o cachorro. Zero então tenta agir como um touro. Ele então começa a correr para a capa com o som de uma sirene em miniatura. O coelho move a capa ao lado do chapéu enquanto Zero continua a correr até ser atingido por barris, um pouco atordoante. O mesmo ocorreu no outro lado, mas Zero, em vez disso, Zero é atingido, com a cabeça dentro de um tronco. Sua cabeça está presa, mas graças às pernas por tirar a cabeça do tronco, mais uma vez um pouco atordoada, até amarga. A mesma coisa acontece mais uma vez, mas o coelho, pegou o cachorro com sua capa e faz vários truques. Ele primeiro enrola como um tapete, joga e um momento de encarar. E então ele tira o cachorro da capa como um cuspidor de bola de papel. Porky estava carregando seu rifle até Zero atingir Porky perto do pescoço de Porky. O coelho ri. E mais tarde ele começou a torcer os ouvidos, formando uma mistura de avião e helicóptero. Ele decola como um helicóptero e depois mergulha como um avião, mirando Porky e Zero, sentindo falta deles duas vezes. O coelho mais tarde se esconde ao lado de uma árvore próxima, onde Porky e o cachorro estão. Ele então continua a fazer truques com o coelho balançando várias árvores nas proximidades. Ele gosta dos sentidos da vida enquanto salta sobre árvores e caminhos, enquanto Zero persegue o coelho novamente até que uma pilha de toras apareceu, forçando Zero a cheirar. Porky apareceu depois. Ele esgueirou-se para o outro lado das toras, onde o coelho está comendo cenoura. Porky finalmente enfureceu o coelho, enquanto aponta sua arma para o coelho enquanto sua cenoura sai da tela, fazendo o coelho gritar que ele não quer levar um tiro. O coelho andou para trás enquanto choramingava para onde Porky está andando com raiva para a frente. Porky e o coelho conseguiram mostrar sua foto principal de si e de quantos filhos ele tem com a esposa. No entanto, Porky infelizmente joga o pedaço de papel e, com raiva, coloca os dois orifícios da arma fora do estômago do coelho, perto de uma árvore, com um orifício de entrada ao lado. E então, quando Porky está prestes a matá-lo enquanto o coelho cobre seu rosto, a arma falha imediatamente. Ele tenta atirar no chão para consertar a solução, mas o coelho passou feliz. Porky olha para os 2 orifícios dentro da arma. 
Depois que Porky tenta abater e conseguir o coelho, ele imediatamente pega o rifle de Porky e o esmaga pelas pernas, esmagando ao meio. No entanto, ele então pergunta a Porky: "Você tem uma licença de caça?" Enquanto Porky tenta encontrá-lo, mas pega o bolso do casaco para obter o documento, a hiper-lebre o arranca de repente das mãos de Porky, rasga-o em dois e observa: "Bem, você não tem um agora!" e começa a rir novamente enquanto faz backflips e rolls. Ele, novamente, foge torcendo os ouvidos como se fossem uma hélice de helicóptero, voando para longe. Mas Porky de repente joga uma pedra, bem no alvo na lebre pairando que o faz morrer e colidir com um palheiro. Ele sai da pilha, parecendo ferido, quando começou a engasgar perto do palheiro quando Porky chega perto do coelho. Ele então se deita perto dos sapatos de Porky, mas de repente o coelho finge sua morte, levantando-se, colocando a cabeça perto do rosto com o chapéu pulando da cabeça, dizendo: "'É claro que você entende que isso significa guerra!" (em uma impressão de Groucho). Ele então pega uma flauta e marcha como um dos espíritos de 76, marchando pelo palheiro. Porky, no entanto, começa a ficar ainda mais irritado do que antes. Ele agarra, esmaga o chapéu e o joga no chão. Porky então corre para onde o coelho começou a marchar. A música continua tocando quando o coelho marchou pelos caminhos, desmaiando-o levemente no filme. Porky então corre para o mesmo caminho. A música então pára quando o coelho para de correr perto de uma pilha de pedras, com uma caixa de dinamites "explosivas" ao lado do buraco. Porky olha pelo buraco e depois vira para a esquerda para encontrar dinamites. Ele pega um e depois pega um fósforo para atacar a dinamite. Porky joga o pedaço de dinamite na caverna em que o coelho está escondido, e ele joga a dinamite de volta para ele quando Porky se prepara para tapar os ouvidos. Por fim, explode e o coelho vence. Mais tarde, Porky está no hospital deitado na cama com um ferimento na cabeça e uma perna quebrada presa com corda, e o lado oposto da corda amarrado com uma bigorna. Porky então vira para a direita, com o coelho, chega até ele segurando algumas flores. Porky diz ao coelho que ele estará fora em alguns dias. "É isso que VOCÊ pensa!", O coelho declara, então ele imediatamente puxa a bigorna (com um som de uma peruca ) na cama de Porky com flores caindo no chão, seu cobertor todo bagunçado, aumentando seus ferimentos e corre sai para a floresta com uma risada semelhante ao som do Pica-Pau de Walter Lantz, no qual ele pula a janela com a frente e o verso enquanto o desenho termina com Porky um pouco atordoado. 

## Música
A música ocasional ouvida ao longo da peça são arranjos marcados de "Bei Mir Bistu Shein", uma música popular que foi um sucesso para as irmãs Andrews nessa época, e "Hooray for Hollywood", do filme contemporâneo Hollywood Hotel. 